# Diakonie Brno

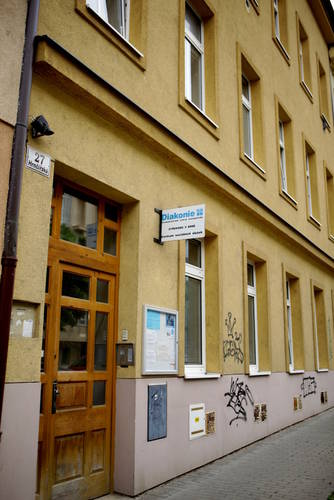
Středisko v Brně

Diakonie Brno (Diakonie ČCE - středisko v Brně) je jedním ze středisek Diakonie Českobratrské církve evangelické. Od roku 1993 poskytuje sociální služby, a to především pro seniory a pro lidi s postižením.

## Historie
Středisko vzniklo v červenci 1993 pod hlavičkou střediska Betlém v Kloboukách u Brna. V roce 1994 získalo samostatnou právní subjektivitu. Jako první poskytovalo středisko pečovatelské a ošetřovatelské služby v domácnostech, později přibyl i provoz denního stacionáře a služeb pro lidi po cévních mozkových příhodách. Budova střediska procházela postupnou rekonstrukcí a v roce 2002 byly proto služby rozšířeny o nově vzniklé chráněné bydlení. V roce 2007 převzalo středisko pod správu služby pro lidi s mentálním postižením v Letovicích, které postupně rozšířila. V červenci 2012 byla zahájena stavba chráněného bydlení v Nosislavi, které v roce 2016 zahájilo svou činnost.

## Poskytované služby
V roce 2023 poskytuje Diakonie Brno sociální služby pro seniory a pro lidi s postižením, a to na třech místech:

### Brno
- Centrum denních služeb Brno pro osoby ve věku od 27 let s příznaky syndromu demence
- Terénní pečovatelská služba
- Chráněné bydlení Ovečka pro lidi s dlouhodobým duševním onemocněním
- Kontaktní místo České Alzheimerovské společnosti
- Svítání - poradna pro pečující a pozůstalé
- Návštěvy proti samotě - dobrovolnický program

### Letovice
- Centrum denních služeb Letovice pro lidi s mentálním a kombinovaným postižením
- Chráněné bydlení Letovice pro lidi s mentálním a kombinovaným postižením

### Nosislav
- Chráněné bydlení Nosislav pro lidi se středním a těžkým zdravotním a chronickým postižením ve věku nad 40 let